# PSPH
PSPH (англ. Phosphoserine phosphatase) – білок, який кодується однойменним геном, розташованим у людей на короткому плечі 7-ї хромосоми. Довжина поліпептидного ланцюга білка становить 225 амінокислот, а молекулярна маса — 25 008.
| 10         |  | 20         |  | 30         |  | 40         |  | 50         |
| ---------- |  | ---------- |  | ---------- |  | ---------- |  | ---------- |
| MVSHSELRKL |  | FYSADAVCFD |  | VDSTVIREEG |  | IDELAKICGV |  | EDAVSEMTRR |
| AMGGAVPFKA |  | ALTERLALIQ |  | PSREQVQRLI |  | AEQPPHLTPG |  | IRELVSRLQE |
| RNVQVFLISG |  | GFRSIVEHVA |  | SKLNIPATNV |  | FANRLKFYFN |  | GEYAGFDETQ |
| PTAESGGKGK |  | VIKLLKEKFH |  | FKKIIMIGDG |  | ATDMEACPPA |  | DAFIGFGGNV |
| IRQQVKDNAK |  | WYITDFVELL |  | GELEE      |  |            |  |            |

A: Аланін

C: Цистеїн

D: Аспарагінова кислота

E: Глутамінова кислота

F: Фенілаланін

G: Гліцин

H: Гістидин

I: Ізолейцин

K: Лізин

L: Лейцин

M: Метіонін

N: Аспарагін

P: Пролін

Q: Глутамін

R: Аргінін

S: Серин

T: Треонін

V: Валін

W: Триптофан

Кодований геном білок за функцією належить до гідролаз. 
Задіяний у таких біологічних процесах, як біосинтез амінокислот, біосинтез серину, ацетилювання. 
Білок має сайт для зв'язування з іонами металів, іоном магнію. Захворюванням із-за цього ж гену є синдром Ноя-Лаксової  .